# Une vie de prince
Pour plus de détails, voir Fiche technique et Distribution.
Une vie de prince est un film français réalisé par Daniel Cohen et sorti en 1999.

## Fiche technique
- Titre : Une vie de prince
- Réalisation : Daniel Cohen
- Scénario : Daniel Cohen et Jean-Marc Culiersi
- Photographie : Nara Keo Kosal
- Décors : Philippe Chiffre
- Costumes : Gigi Lepage
- Son : Daniel Ollivier
- Musique : Philippe Eidel
- Montage : Annette Dutertre
- Production : Les Productions Lazennec
- Pays de production :  France
- Durée : 80 minutes
- Date de sortie : 
  - France : 5 mai 1999

## Distribution
- Nicolas Koretzky : Lee
- Laurence Masliah : Nicole
- François Levantal : Corbiau
- Daniel Cohen : Raymond
- Aure Atika : Josée
- Laurent Labasse : Cucca
- Jean-Marc Culiersi : Clovis